# Bitva u Přepych
Bitva u Přepych byla menším válečným střetem mezi voji ustupující pruské armády krále Fridricha II. a rakouským vojskem generálmajora Ernesta Gideona Laudona po porážce pruského tažení na Moravu v rámci tzv. sedmileté války o rakouské následnictví. Odehrála se 16. července 1758 v okolí obce Přepychy nedaleko Opočna ve východních Čechách. Ustupující jednotky pruské armády odrazily výpad Rakušanů, tak jako několik dnů předtím ve střetu u Ostřetína, a v následujících dnech provedly úspěšné stažení za hranice Pruska. 

## Předehra

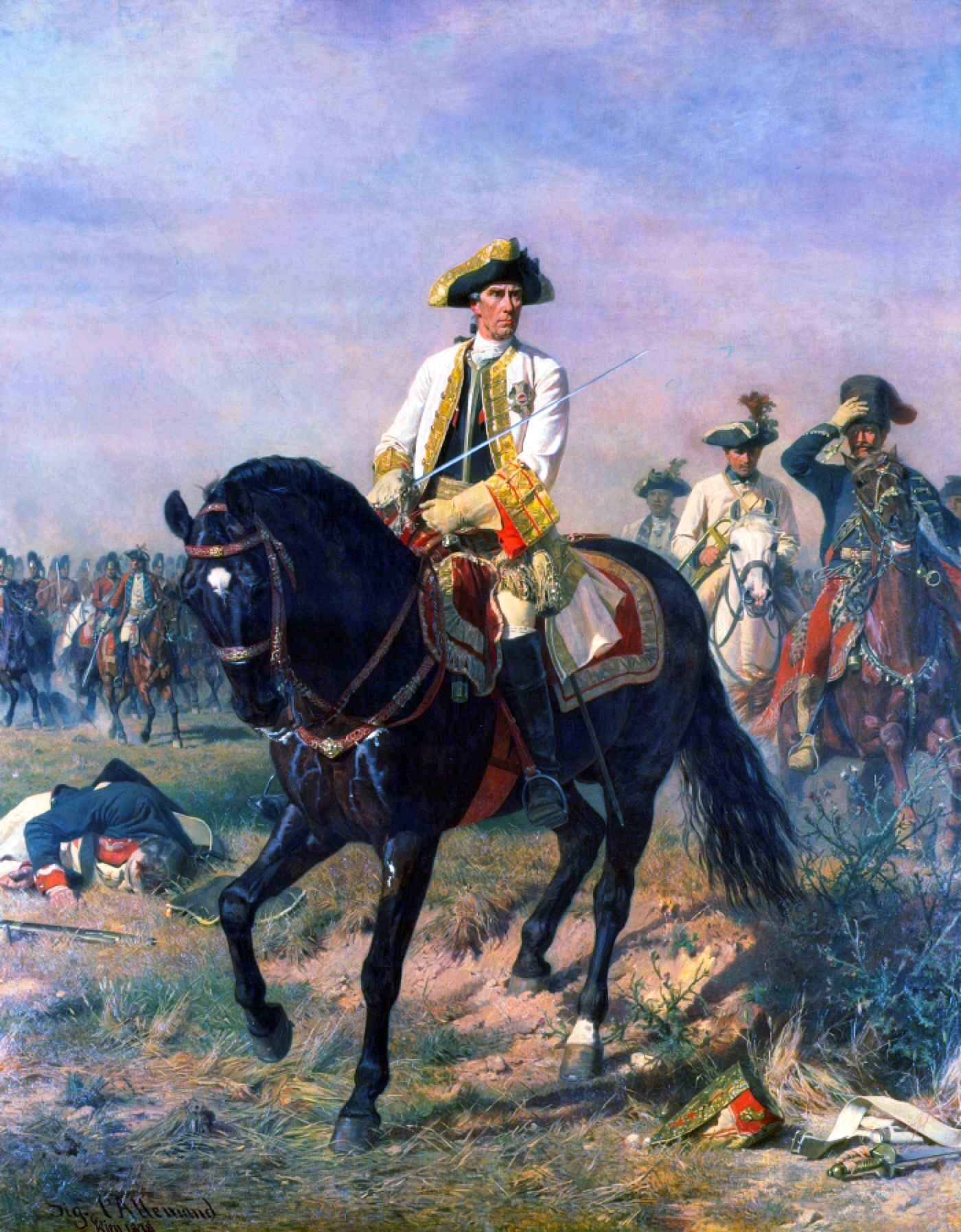
Rakouský vojevůdce Ernest Gideon Laudon

Po rozpoutání sedmileté války Pruskem roku 1756 byly bojové akce na zimu přerušeny a roku 1757 zahájil Fridrich II. nové tažení do Čech. Poté co utrpěl drtivou porážku v bitvě u Kolína 18. června se stáhl zpět do Pruska. Ke druhému tažení pak došlo na jaře 1758 vpádem přes České Slezsko a Jeseníky na severní Moravě a obležení pevnosti Olomouc. 
Po úspěších rakouské armády v bitvě u Domašova a Guntramovic a zprávách o ruské ofenzivě ve východním Prusku musela pruská vojska upustit odbléhání Olomouce a 2. července se vydala na ústup ze střední Moravy směrem do východních Čech. Pruští vojáci postupovali po silnici od Vysokého Mýta směrem na Hradec Králové, který vojensky ovládali. Rakouská armáda maršálka Leopolda Dauna pak Prusy pronásledovala ve snaze jejich ústup co nejvíce zkomplikovat. Předsunuté sbory spadající pod velení generálmajora Ernesta Gideona Laudona se s Prusy střetly 12. a 13. července u Ostřetína. Pruský ústup však nebyl výrazněji narušen. 

## Průběh bitvy
Od Ostřetína pokračoval voj krále Fridricha do okupovaného Hradce Králové, odkud se vojsko hodlalo vydat východně, tedy nejkratší cestou k pruským hranicím. Rakouské sbory pod velením generála Laudona o síle cca 5 300 mužů Prusy nepronásledovaly, ale postupovaly severně, kde obsadily pozice okolo Opočna, kde očekávaly pruský průchod. Stejně tak obsadily silnici mezi Novým Městem a Náchodem, kudy mohla pruská armáda rovněž projít. 
16. července zaútočili pruští husaři z postupujícího Fridrichova voje v síle 15 skvadron (cca 1500 mužů) u obce Mokrá na Laudonovy jezdce. Prudký a překvapivý útok znemožnil Rakušanům zformovat bojový šik a ti tak byli zatlačeni až k oboře opočenského zámku. Pruská akce byla podpořena palbou z baterie, zbudované na kopci u Dobříkovce, následně byl pak vydán rozkaz k postupu granátníků na Laudonovo levé křídlo. Z východní strany pak Rakušany začaly ohrožovat pruské sbory generála Fouquého, které tak ohrožovaly nepřítele obklíčením. 
Ve strategicky bezvýchodné situaci vydal generálmajor Laudon rozkaz k ústupu dříve, než dojde k plnému obklíčení jeho mužů. Rakouské vojsko pak dokázalo spořádaně ustoupit do Rychnova nad Kněžnou, jeho zadní voj tvořený chorvatskými prapory kryjící ústup pak ještě čelil nájezdům pruských husarů.
Na rakouské straně zahynulo přibližně 180 mužů, Prusové pak ztratili okolo 120 vojáků.

## Hodnocení bitvy
Výpad proti vojsku generálmajora Laudona zabránil Rakušanům nadále ohrožovat pruský ústup a eventuálně tak dosáhnout podobného vítězství jako u Domašova, tedy útok na vojenské konvoje v kopcovitém terénu. Voje pruské armády pak v dalších dnech bez dalších větších srážek s císařskou armádou ustoupily přes Kladsko do Pruského Slezska. Srážka tak byla jednou z posledních ozbrojených akcí druhého tažení Fridricha II. na území Rakouského císařství, a také v rámci sedmileté války na českém území. Definitivně byl konflikt ukončen až Hubertusburským mírem roku 1763.
V Přepychách byly roku 2018 u příležitosti 260. výročí bitvy vztyčeny dřevěné sochy generála Laudona a krále Fridricha.